# Kanada i olympiska sommarspelen 1900
Kanada deltog med två deltagare vid de olympiska sommarspelen 1900 i Paris. Totalt vann de två medaljer och slutade på trettonde plats i medaljligan.

## Medaljer

### Guld
- George Orton - Friidrott, 2 500 m hinder

### Brons
- George Orton - Friidrott, 400 m häck